# 81-717М/714М
81-717М/714М — разновидность глубоко модернизированных электровагонов метрополитена серии 81-717/714 для Тбилиси и Еревана по чешскому образцу 81-71М (Škoda 2Mt/3Mt/4Mt).

## Предыстория модернизации
В середине 2000-х годов Тбилисский метрополитен начал программу по глубокой модернизации эксплуатируемых вагонов Еж3/Ем-508Т и 81-717/714 (включая модификацию .5) по чешскому образцу — аналогично пражским вагонам 81-71М, переоборудованным из 81-717.1/714.1, с присвоением им обозначения Еж3М и 81-717М/714М соответственно. Модернизацию проводил Тбилисский завод по ремонту электроподвижного состава (ЗАО «ЗРЭПС») на базе электродепо ТЧ-2 «Глдани», являющийся филиалом московского завода по ремонту электроподвижного состава, ныне — вагоноремонтный комплекса (ВРК) на базе ТЧ-11 «Выхино». В период с 2005 по 2007 годы было модернизировано 13 четырёхвагонных составов Еж3/Ем-508Т, а с 2008 года была начата модернизация тбилисских вагонов 81-717/714, которая продолжалась по 2019 год. В 2010-годах в Тбилиси начали параллельно проводить аналогичную модернизацию вагонов по заказу Ереванского и Бакинского метрополитенов, в которых процесс модернизации впоследствии был локализован в местных электродепо, при этом было создано несколько новых вариантов лобовой части.

## Устройство вагонов
Модернизация включает в себя замену электрооборудования, радикальное изменение отделки и оборудования салона (включая стены, потолок и напольное покрытие) и кабины машиниста с установкой нового пульта управления, замену лобовой части кабины машиниста у головных вагонов на новую стеклопластиковую маску и обновление внешнего вида вагонов. Производился ремонт тележек и тяговых двигателей и заменена колёсных пар, старые компрессоры вагонов заменены на новые винтовые. Также была установлена новая автоматическая система регулирования скорости, обеспечивающая плавность движения состава и управляемая с помощью микропроцессорной системы управления. В результате замены электрооборудования у вагонов при разгоне и торможении на малых скоростях появилось характерное жужжание тиристорных регуляторов напряжения. Однако на последнем Ереванском составе, модернизированном в 2021 году, новые регуляторы не устанавливались.
В салоне поездов, проходивших модернизацию в Тбилиси, были установлены центральные световые линии из прямоугольных светодиодных светильников, пластиковые диваны с индивидуальными цветными кожаными сидениями и спинками и новые цветные поручни, а также менялись воздухозаборники. Внешне вагоны 81-717М/714М с базовой вариацией кабины похожи на Еж3М, но их можно отличить от предшественников по наличию трёх гофр на уровне окон салона вместо двух (у вагонов Еж3М их две, и только у промежуточных вагонов Ем-508Т — три, поскольку они были изготовлены Ленинградским вагоностроительным заводом им. И. Е. Егорова), а также наличию трёх подножек на лобовой части большинства поездов и отсутствию двери кабины машиниста вместо окна по правому борту. Изнутри — по расположению двери между салоном и кабиной в головных вагонах с левой стороны (у Еж3 и Ем-508Т дверь находится по центру) и наличию трёхместных сидений в торцевых частях промежуточных вагонов с обеих сторон (у вагонов Еж3М/Ем-508Т/Ема-502М на месте бывшей кабины сиденья отсутствуют). У второго поколения модернизированных тбилисских поездов были установлены новые световые линии и поручни серебристого цвета. У поездов, которые впоследствии проходили модернизацию в Ереване, сохранялись воздухозаборники и поручни оригинальной конструкции, светильники имели полуцилиндрическую форму, а сиденья могли иметь как раздельную, так и сплошную обивку.
Пульт управления в кабине машиниста имеет наклонное расположение панели мониторинга и горизонтальное панели управления, при этом его основу составляет пульт типа ПМ.05 с кнопками, цифровой панелью скорости и световыми индикаторами, применявшийся также на модернизированных вагонах Еж3 в Москве, но в отличие от них он встроен в общую приборную панель вровень с панелями амперметра тока ТЭД и киловольтметра сетевого напряжения и контроллера слева и панелями пневматических манометров и тормозного крана машиниста справа. Такой пульт получили все модернизированные составы, в том числе эксплуатируемые в Ереване, за исключением трёхвагонного состава, модернизированного в 2021 году в Ереване, на котором сохранили оригинальный пульт управления вагона 81-717.

## Модификации

### СоставыТбилисского метрополитена

#### Составы с кабиной «пражского» типа

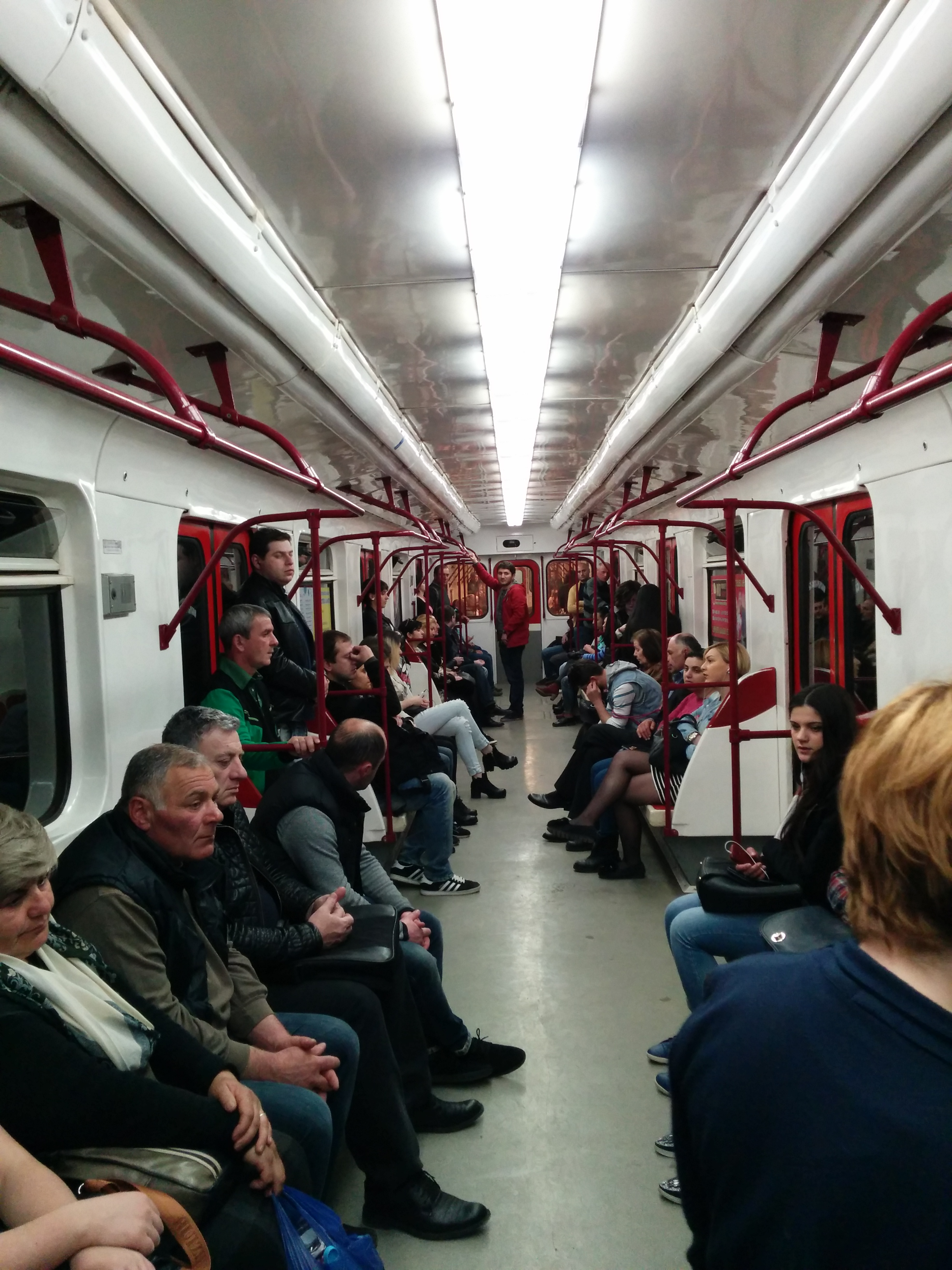
Интерьер вагона

Для Тбилисского метрополитена в период с 2008 по 2016 годы было модернизировано 27 составов с лобовой стеклопластиковой маской, аналогичной пражским метровагонам 81-71М. Характерной особенностью кабины этих поездов является цельное лобовое стекло с небольшим загибом наверху с электронным маршрутоуказателем (ЭМУ) сверху под верхней частью стекла, оснащённой также красными габаритными огнями, наличие передней выносной панели под лобовым стеклом, два блока из двух прямоугольных фар и большие зеркала на выступающих вперёд основаниях. Первые 11 составов 81-717М/714М, модернизированные в 2008—2010 годах, были сформированы трёхвагонными и поступили в электродепо ТЧ-1 «Надзаладеви» для обслуживания Сабурталиской линии, а следующие 16 составов, модернизированные с 2010 по 2016 год — четырёхвагонными и остались в депо ТЧ-2 «Глдани» для обслуживания Ахметели-Варкетилской линии.
Изначально поезда получили серо-белую окраску с красными тонкими полосами на боковых углах крыши и ломаными красными полосами под окнами, которые поднимались в зоне дверей, двери получили красный цвет на уровне окон и белый ниже. Впоследствии во время капитального ремонта в 2019 году у части поездов была изменена цветовая схема вагонов: снаружи вместо тонких изогнутых красных полос на углах крыши и под окнами появились широкие прямые горизонтальные красные полосы
Салон поездов получил отделку из пластика молочно-белого цвета, пластиковые диваны, которые оснащались раздельными кожаными спинками и сидениями красного цвета, новые поручни красного цвета, устанавливаемые не только на потолке но и по бокам от сидений, чёрные решётки воздухозаборников заменялись белыми выпуклыми наклонными панелями с щелями сверху и снизу, а двери изнутри получили красный цвет сверху и серый снизу с белой полосой между ними. В салонах была применена центральная световая линия из светодиодных светильников прямоугольной формы. После капитального ремонта с 2019 года, отделка салона менялась, поручни и сиденья в салоне стали синими. Были установлены резиновые сиденья аналогичный вагонам Ема-502М. Были добавлены USB-порты для подзарядки мобильных устройств. В 2023 году в вагонах, прошедших капитальный ремонт, вместо резиновых сидений используются антивандальные полностью пластиковые синие диваны. Последние вагоны с оригинальным (не прошедшим капитальный ремонт) салоном являются вагоны № 8773 и № 8959, которые приписаны к ТЧ-1 «Надзаладеви» и эксплуатируются на Сабурталинской линии
Параллельно в 2018—2019 годах 27 головных вагонов Ема-502 были модернизированы в 8 головных и 19 промежуточных Ема-502М, при этом было сформировано 4 четырёхвагонных состава Ема-502М с новой окраской и лобовой частью, а оставшиеся 11 лишних промежуточных вагонов были использованы для дополнения трёхвагонных составов 81-717М/714М Сабурталинской линии для четырёхвагонной составности. Они получили такую же окраску, как и у промежуточного вагона 81-714М после капитального ремонта.

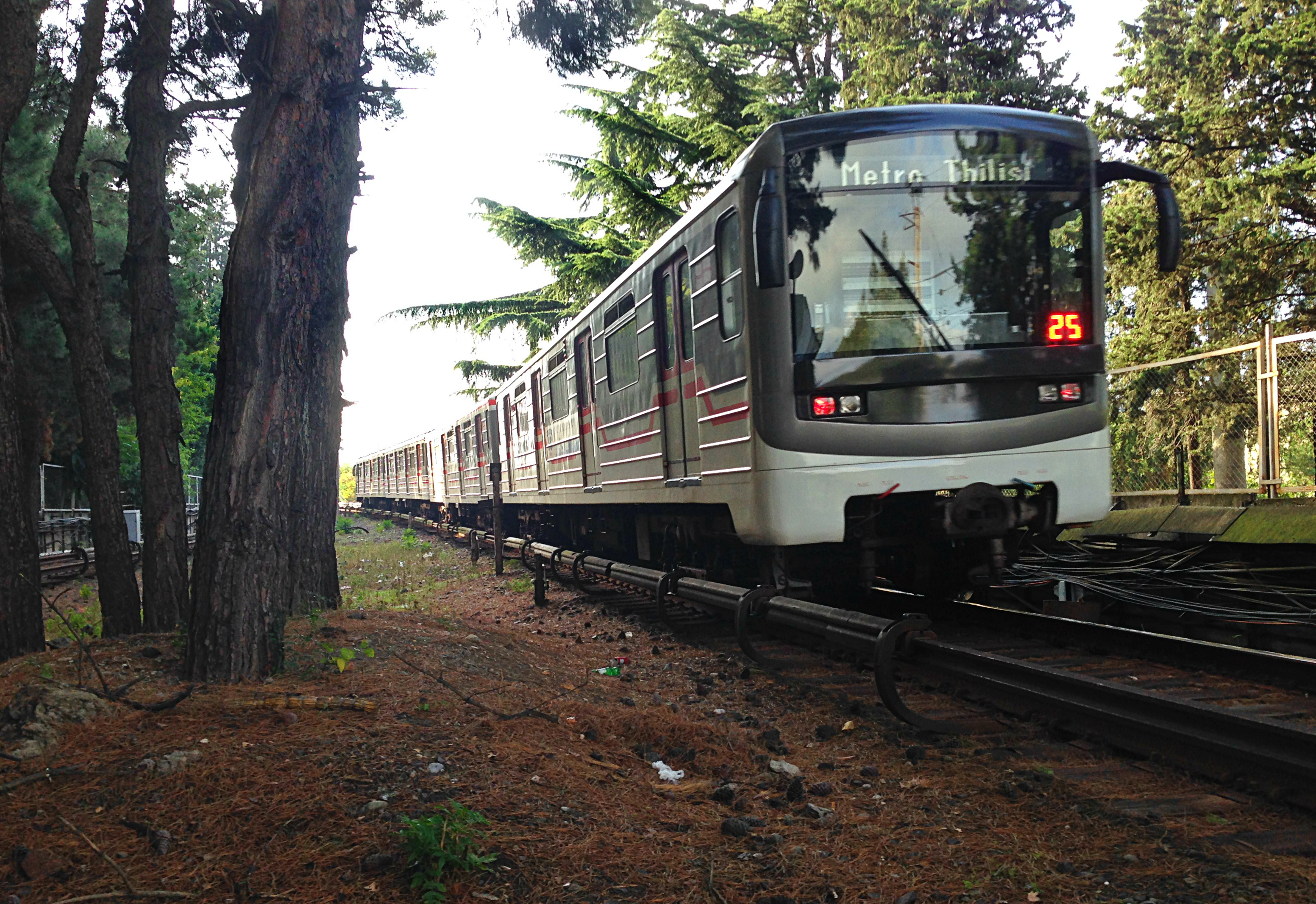
Состав из вагонов 81-717М/714М на выезде со станции Дидубе
- Видеообзоор вагонов Еж3М, 81-717М/714М и Ема-502М Тбилисского метрополитена. Прибытие и отправление поездов и вид салона
- Поездка в составе из вагонов 81-717М/714М. Вида с хвоста поезда, из хвостовой кабины, из дверей и из кабины головного вагона

#### Составы с увеличенной кабиной

Модернизированный поезд 81-717М/714М с новой кабиной в оригинальной красно-чёрно-серой окраске на станции «Государственный университет»

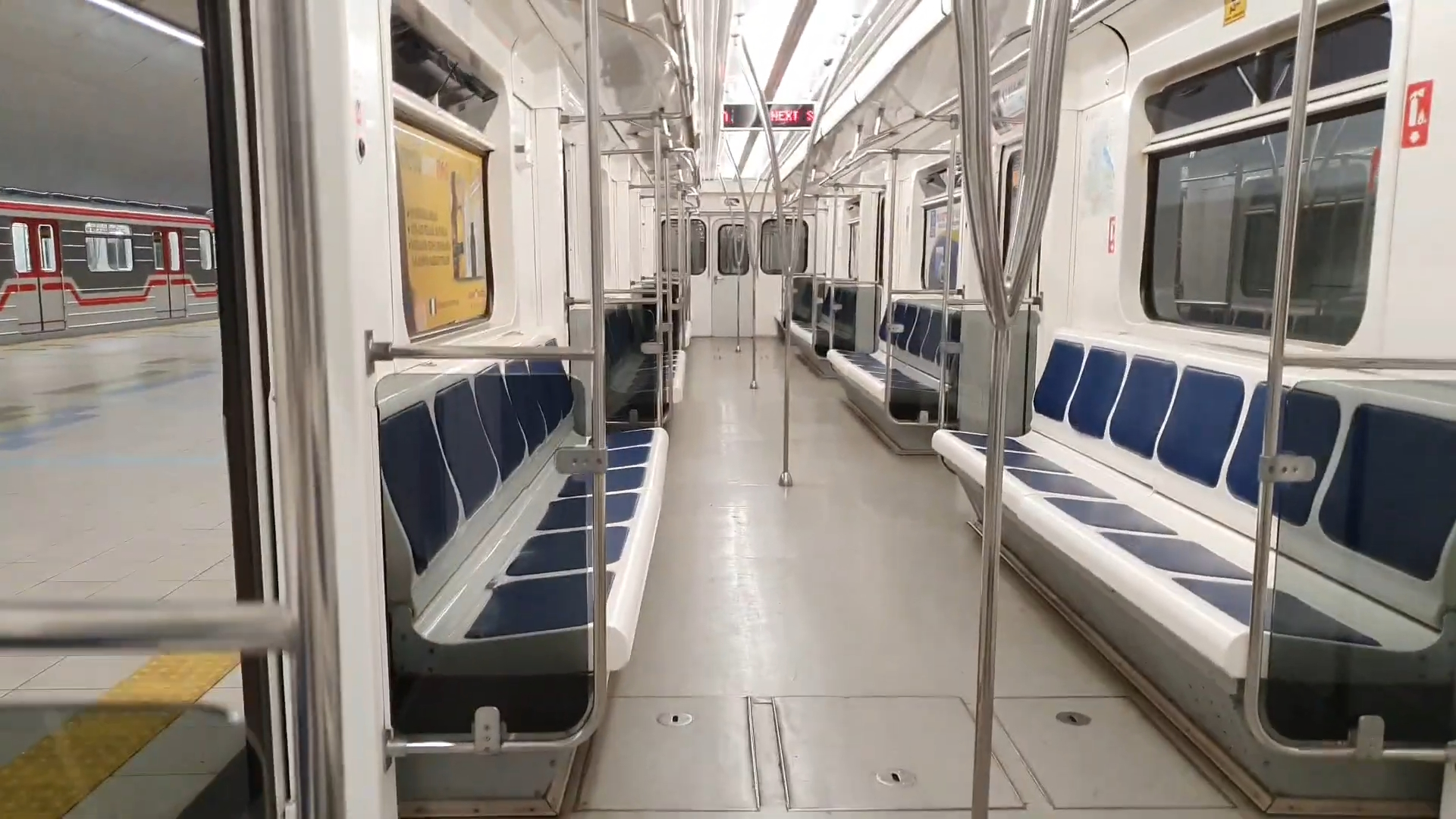
Салон модернизированного поезда 81-717М/714М нового типа

В 2017—2019 годах в Тбилиси было модернизировано ещё четыре состава 81-717М/714М, два из них до 2019 года были приписаны к ТЧ-2 «Глдани», после которые поступили в депо Надзаладеви, но уже сразу в четырёхвагонной составности. В отличие от предшественников, эти поезда имели новую форму лобовой части кабины машиниста с увеличенным пространством кабины и небольшим наклоном лобового стекла назад, без передней выступающей лицевой панели и характерным для первых двух таких составов - утопленные в корпус двойные круглые фары с красными световыми линиями под ними для обозначения хвоста поезда в дополнение к красным огням на маршрутном табло (на следующих двух они прямоугольные и не имеют хвостовых индикаторов) а двери кабины машиниста вырезались вместо окон и по правому борту (как и у Еж3М и пражских 81-71М), при этом перед дверями по бокам появились узкие треугольные окна, а за ними были установлены видеокамеры контроля пассажирских дверей. Эти поезда изначально получили новую окраску: перед кабины и большая часть крыши, а также борта и торцы на уровне окон окрашивались в чёрный цвет, углы и боковые части крыши, а также боковины новой маски, углы и и нижние обводы кабины — в красный, нижняя часть боковых и торцевых стен — в серый, а двери на этом же уровне — в тёмно-серый, а под окнами по бокам между чёрной и серой частью были широкие красная и белая полосы. В 2023 году окрас вагонов был изменён на светло-серо-белый с красными полосами по аналогии с новой окраской более ранних 81-717М/714М.

В салоне вместо одиночной линии обычных светильников были установлены четыре узкие светодиодные световые линии нового типа, расположенные по бокам и по центру центральной части потолка и светящие сбоку, пластиковые диваны с индивидуальными кожаными сидушками и спинками синего цвета и металлические серебристые поручни, включая как вертикальные и горизонтальные поручни по бокам от сидений и над ними, так и новые поручни по центру входной зоны, расходящиеся из одного вертикального снизу в четыре изогнутых вверху, а также USB-зарядки для подзарядки мобильных устройств. Под потолком салона были размещены информационные видеомониторы и камеры видеонаблюдения, а в кабине сверху установлен монитор системы видеонаблюдения для машиниста. В настоящее[какое?] время составы расформированы и эксплуатируются в перемешку с другими вагонами 81-717М/714М.

### ВагоныЕреванского метрополитена

#### Составы с кабиной пражского типа

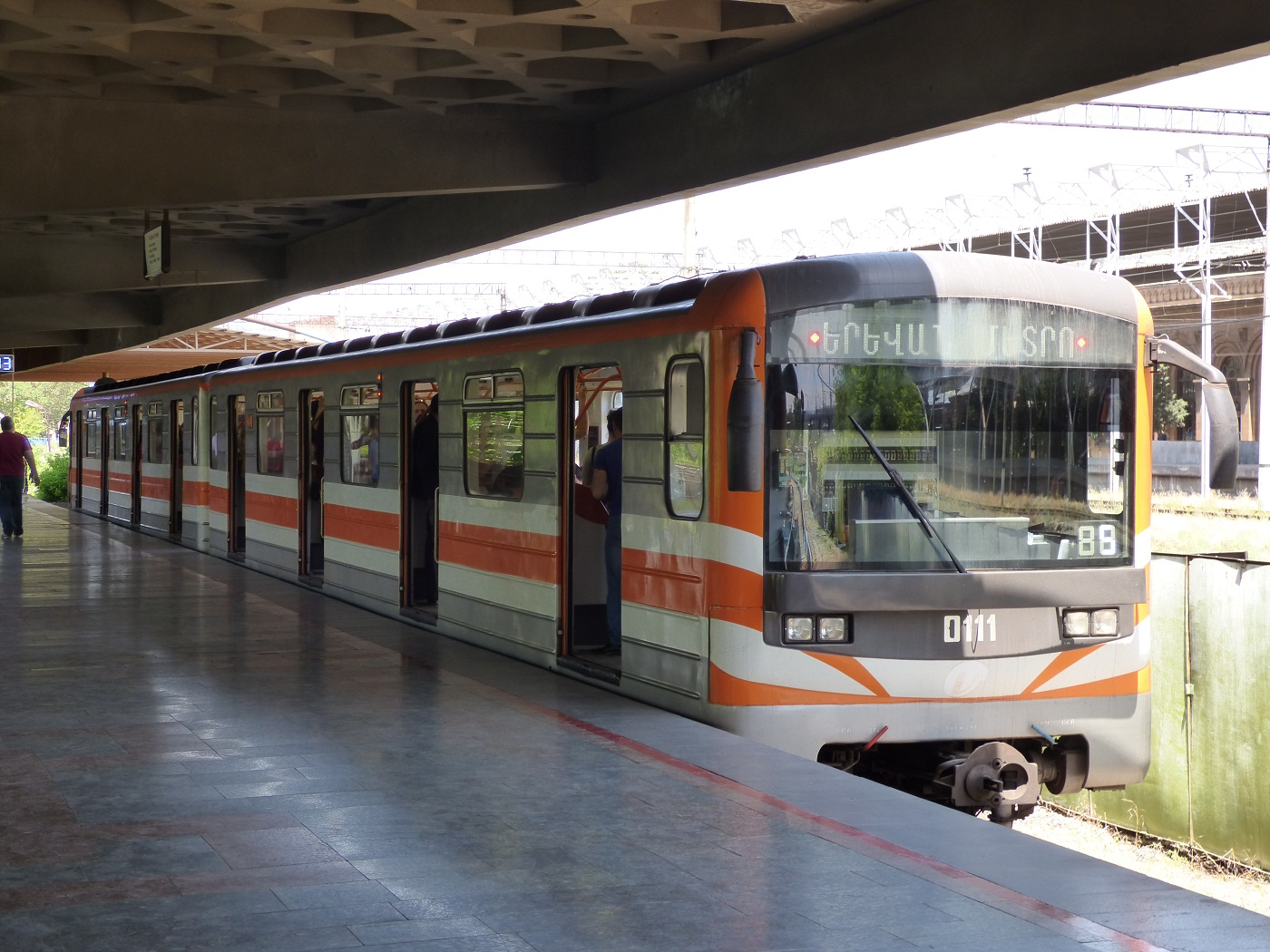
Двухвагонный состав 81-717М Тбилисского ЗРЭПС с прямыми кабинами в оранжевой окраске на станции «Давид Сасунский»

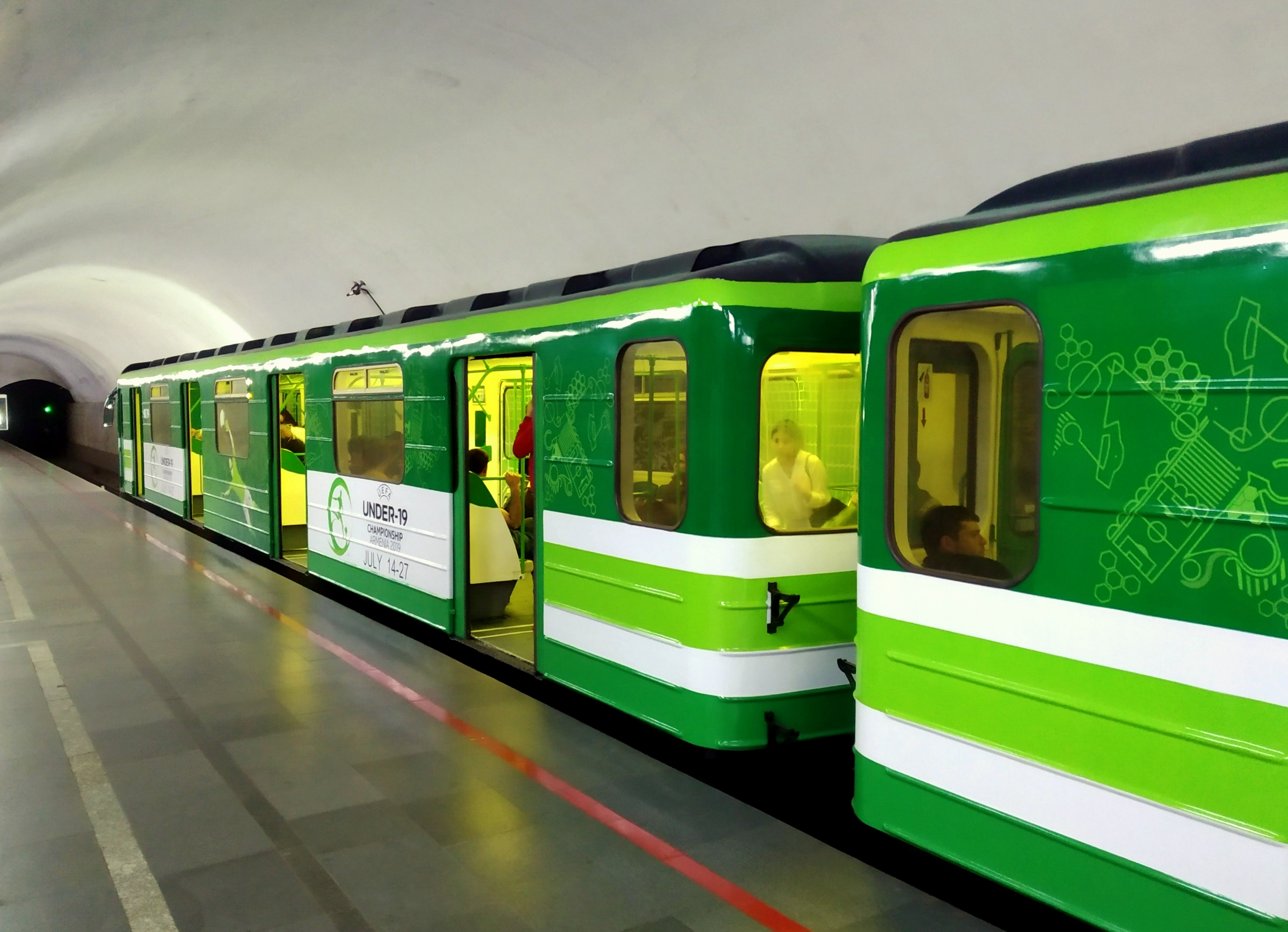
Борта зелёного состава 81-717М «Футбол»

В 2011—2013 годах 9 двухвагонных составов 81-717 Ереванского метрополитена были переданы в Тбилиси для проведения модернизации в 81-717М, аналогично тбилисским составам с кабиной пражского типа. В 2011 году был модернизирован первый состав с головными вагонами №№ 9176 и 9179, в 2012 — 4 состава с вагонами №№ 9170—9171, 0110—0111, 0108—0109 и 0060—0061, а в 2013 году — ещё 4 состава с вагонами №№ 0101—0102, 0103—0104, 0057—0058 и 0059—0062. Все поезда начали эксплуатироваться на Первой линии.
Ереванские поезда получили новую оранжево-серо-белую схему окраски (крыша, борта и торцы на уровне окон и внизу, а также низ лобовой части окрашивались в серый цвет, борта ниже уровня окон имели белую, оранжевую и белую широкие полосы, загибающиеся на кабине вниз, а углы крыши и двери и верхняя часть углов кабины были полностью оранжевые). Салон имеет отделку из пластика молочно-белого цвета, но в отличие от вагонов Тбилисского метрополитена, кожаные спинки и сидения, а также поручни получили оранжевый цвет, который также был использован изнутри и для дверей.
Впоследствии два поезда были переоформлены как тематические поезда «Футбол» (вагоны №№ 9176 и 9179) и «2800 лет Еревану» (вагоны №№ 0103 и 0104). Футбольный поезд снаружи и изнутри получил окраску зелёного цвета вместо оранжевого, двери поезда изнутри были стилизованы под футбольные ворота с изображением сетки и забитого футбольного мяча, а пол был стилизован под футбольное поле с газоном и белыми линиями разметки между дверями между ними нанесена белая разметка футбольного поля, а поезд «2800 лет Еревану» получил снаружи тёмно-красные двери и узоры на боковых стенах, а изнутри — тёмно-красную обивку сидений и оклейку потолка и стен цветной плёнкой с тематическими рисунками и орнаментом.
В 2018 году уже в самом Ереване были модернизированы два промежуточных вагона 81-714 №№ 9513 и 9924, которые были включены в состав двух ранее модернизированных в Тбилиси поездов. В отличие от тбилисских, в этих вагонах были применены сиденья со сплошной кожаной обивкой, а также сохранены оригинальные серебристые металлические поручни и чёрные воздухозаборники, но на потолке установлены новые светодиодные светильники полуцилиндрической формы.

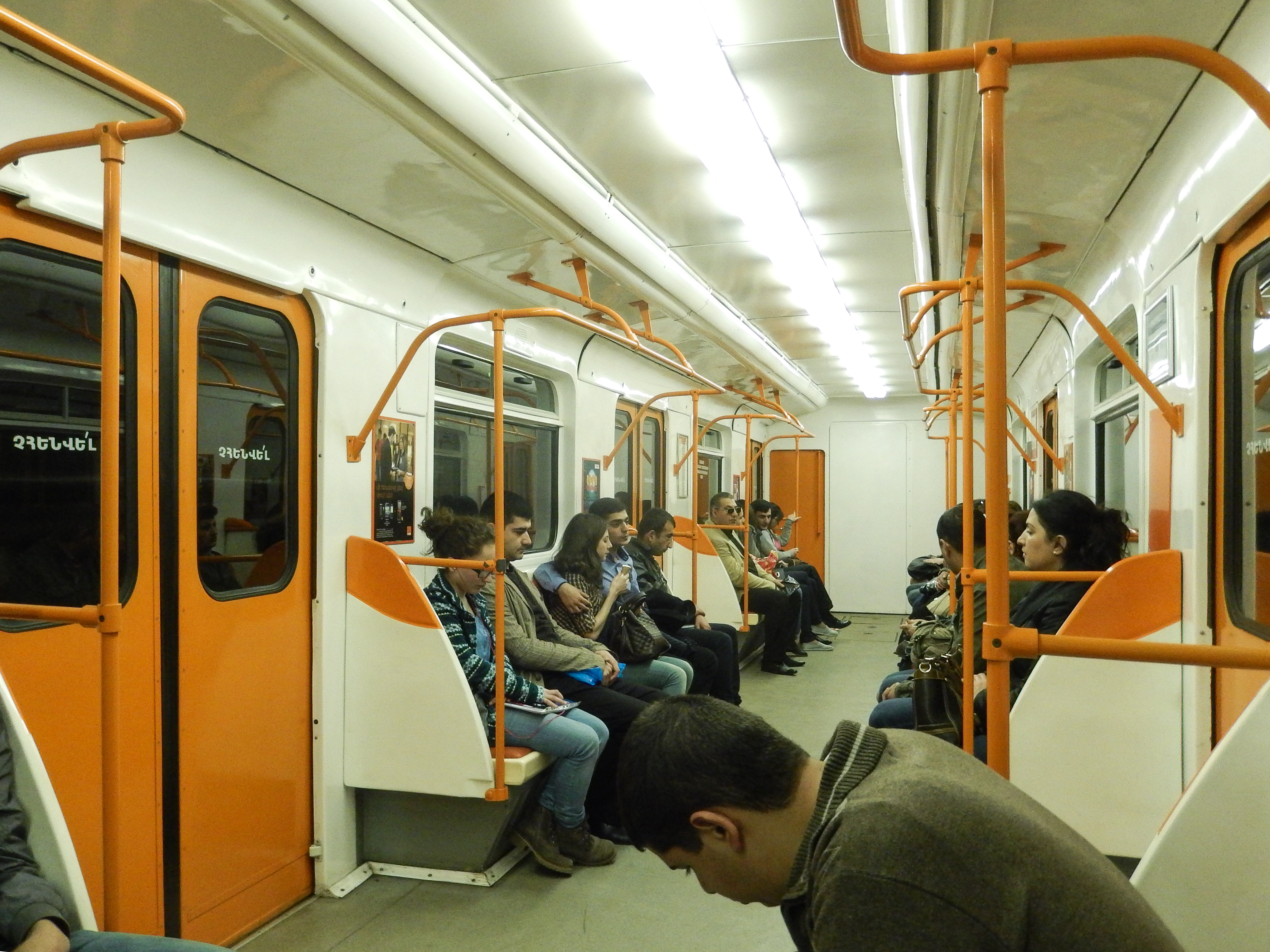
Интерьер головного вагона 81-717М в оранжевой окраске, модернизированного в Тбилиси. Сиденья имеют раздельные спинки и сидушки и дополнительные поручни по бокам, светильники прямоугольные
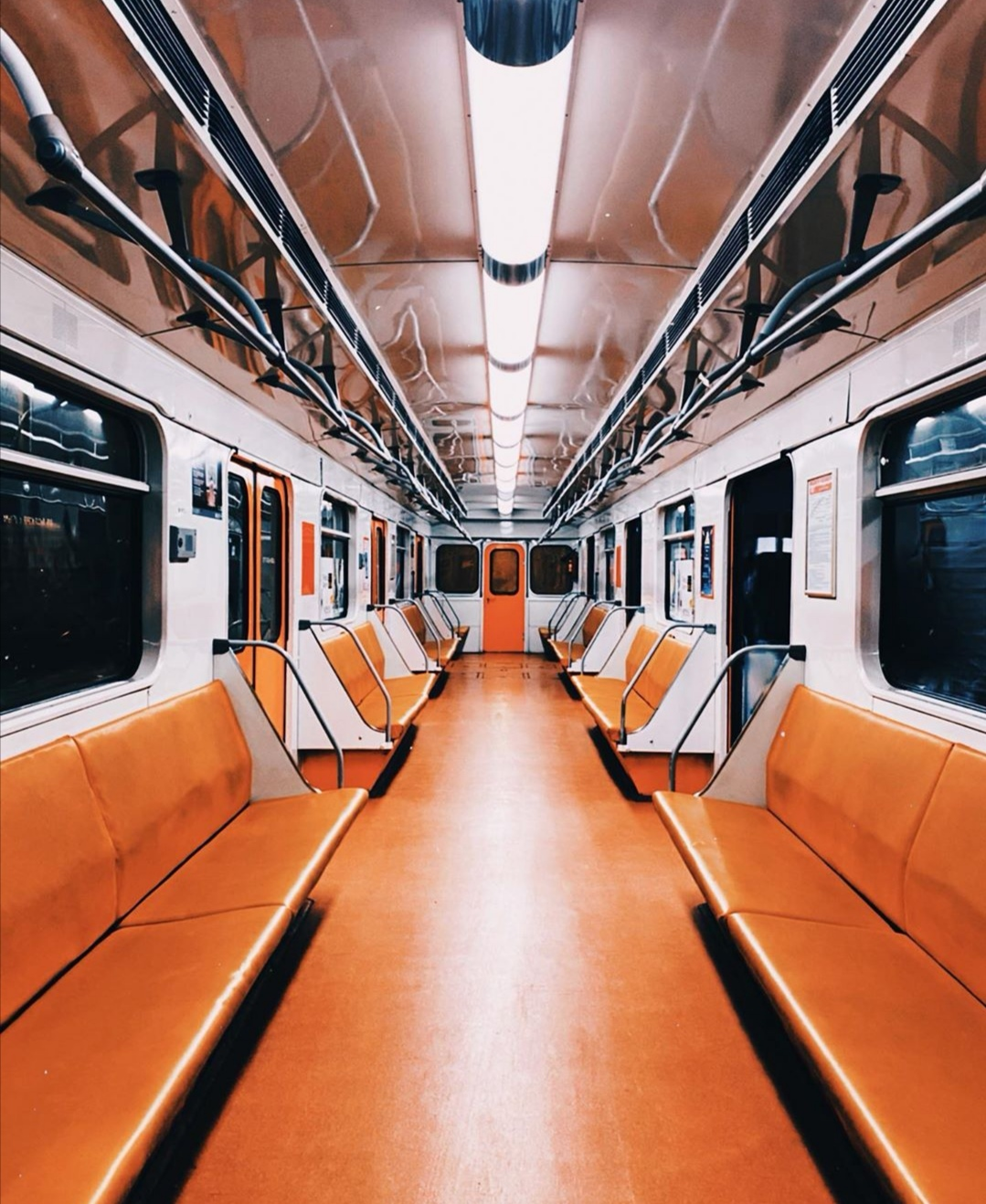
Интерьер промежуточного вагона 81-714М в оранжевой окраске, модернизированного в  Ереване. Сиденья имеют сплошную обивку, поручни и воздухозаборники не модифицированы, светильники полуцилиндрические
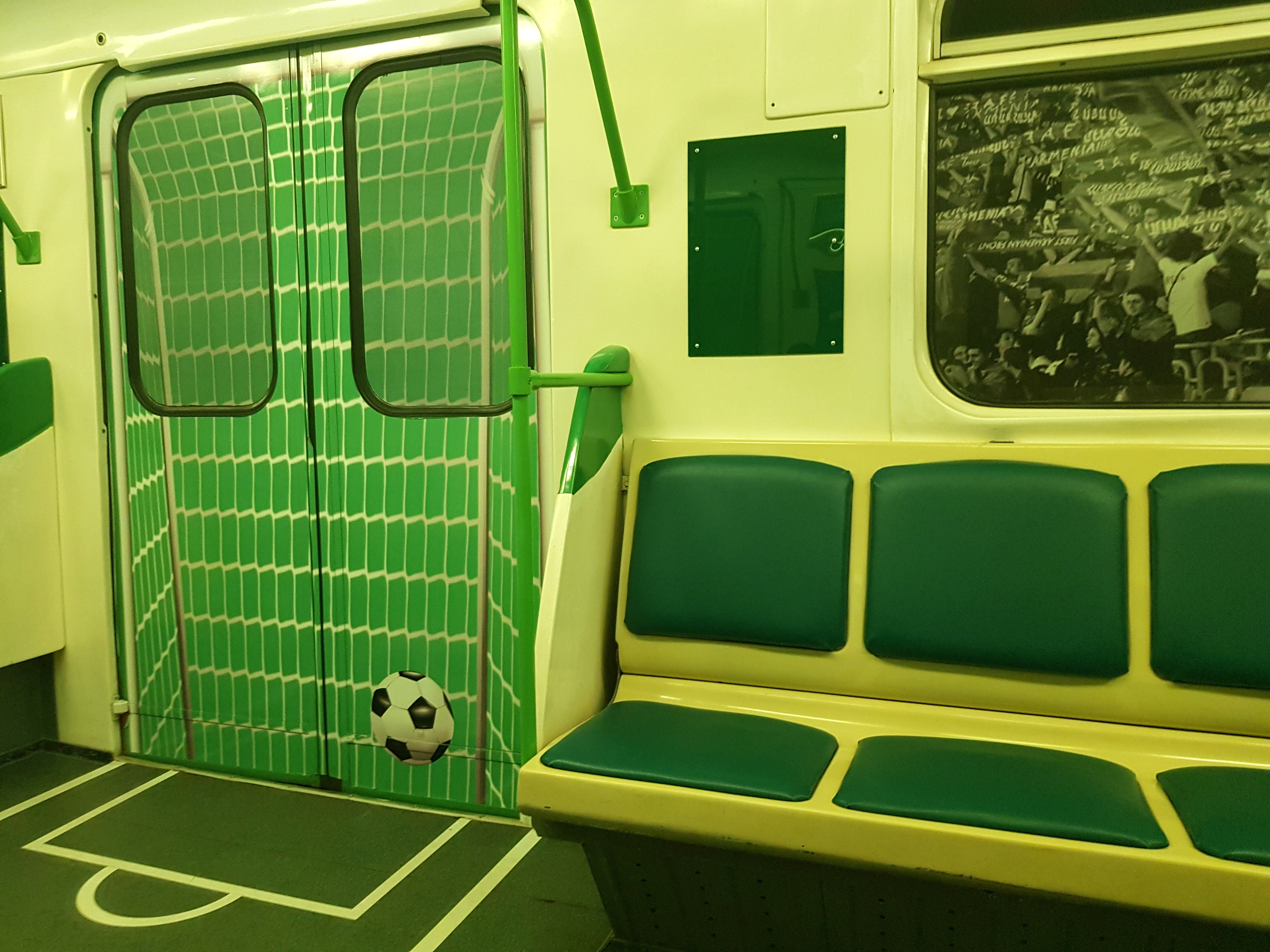
Двери и сиденья в салоне тематического поезда «Футбол»
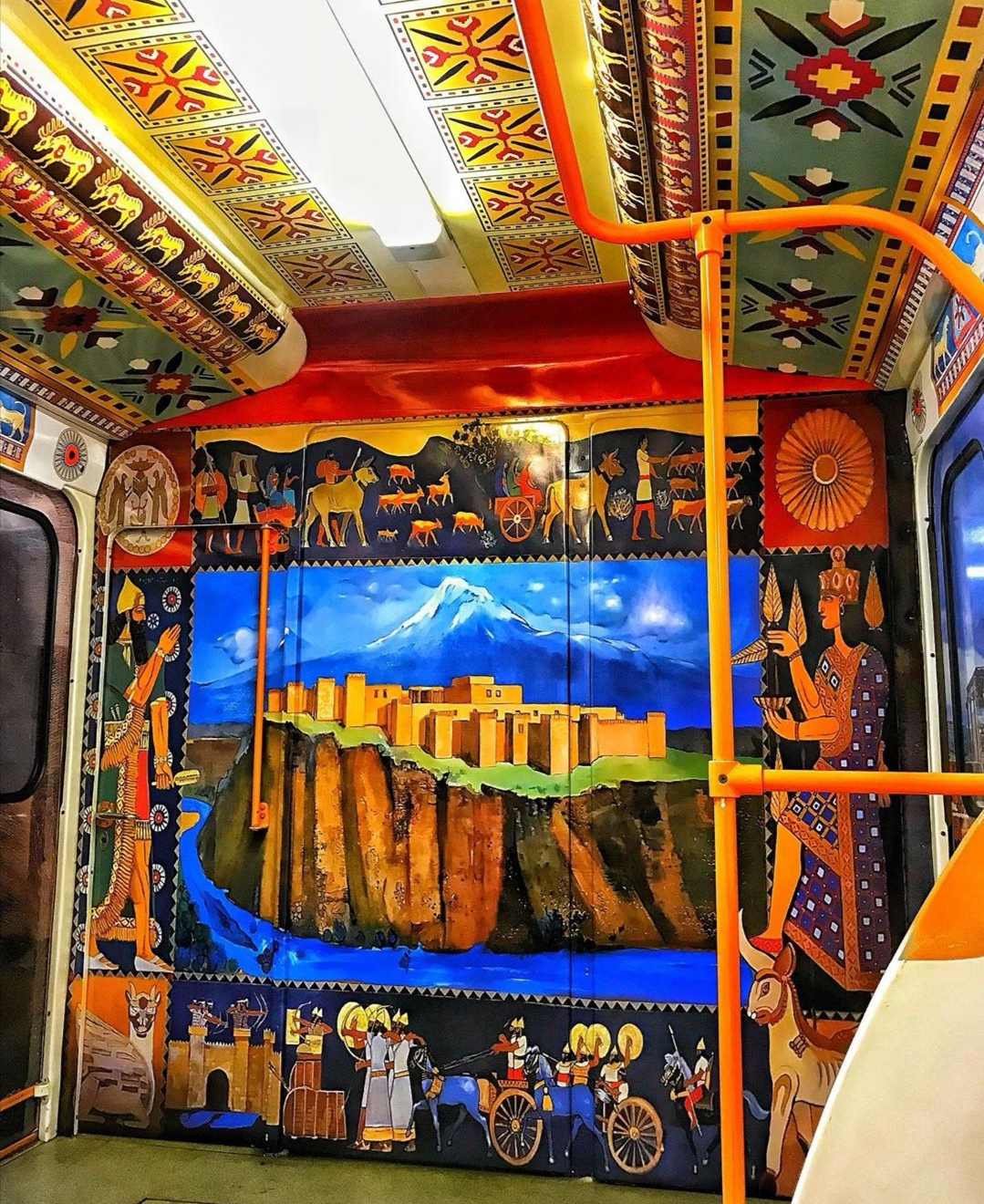
Интерьер передней части головного вагона тематического поезда «2800 лет Еревану»

#### Составы с U-образной кабиной
В 2016 году уже в самом Ереване в электродепо ТЧ-1 Шенгавит под руководством тбилисских специалистов было модернизировано ещё 2 двухвагонных поезда 81-717М с вагонами 8788—8789 и 0343—0344, которые получили новую форму лобовой части кабины машиниста с U-образным обводом и наклонными светодиодными фарами с маленькими светодиодными лампами, и светло-зелёно-чёрно-белую окраску, по схеме схожую с предыдущей, но с использованием светло-зелёного цвета для дверей и углов вместо оранжевого и чёрного для бортов на уровне окон и снизу вместо серого. Также на этих вагонах отсутствуют зеркала заднего вида, а вместо них были установлены полусферические бортовые видеокамеры заднего вида, транслирующие изображение на видеомонитор в кабине машиниста для контроля дверей. В салонах для спинок и сидушек, поручней и дверей также был применён светло-зелёный цвет, однако в отличие от модернизированных в Тбилиси вагонов, дополнительные вертикальные поручни по бокам от сидений не устанавливались, а также были сохранены оригинальные чёрные решётки воздухозаборников под потолком салона, а светильники вместо прямоугольной получили полуцилиндрическую форму.

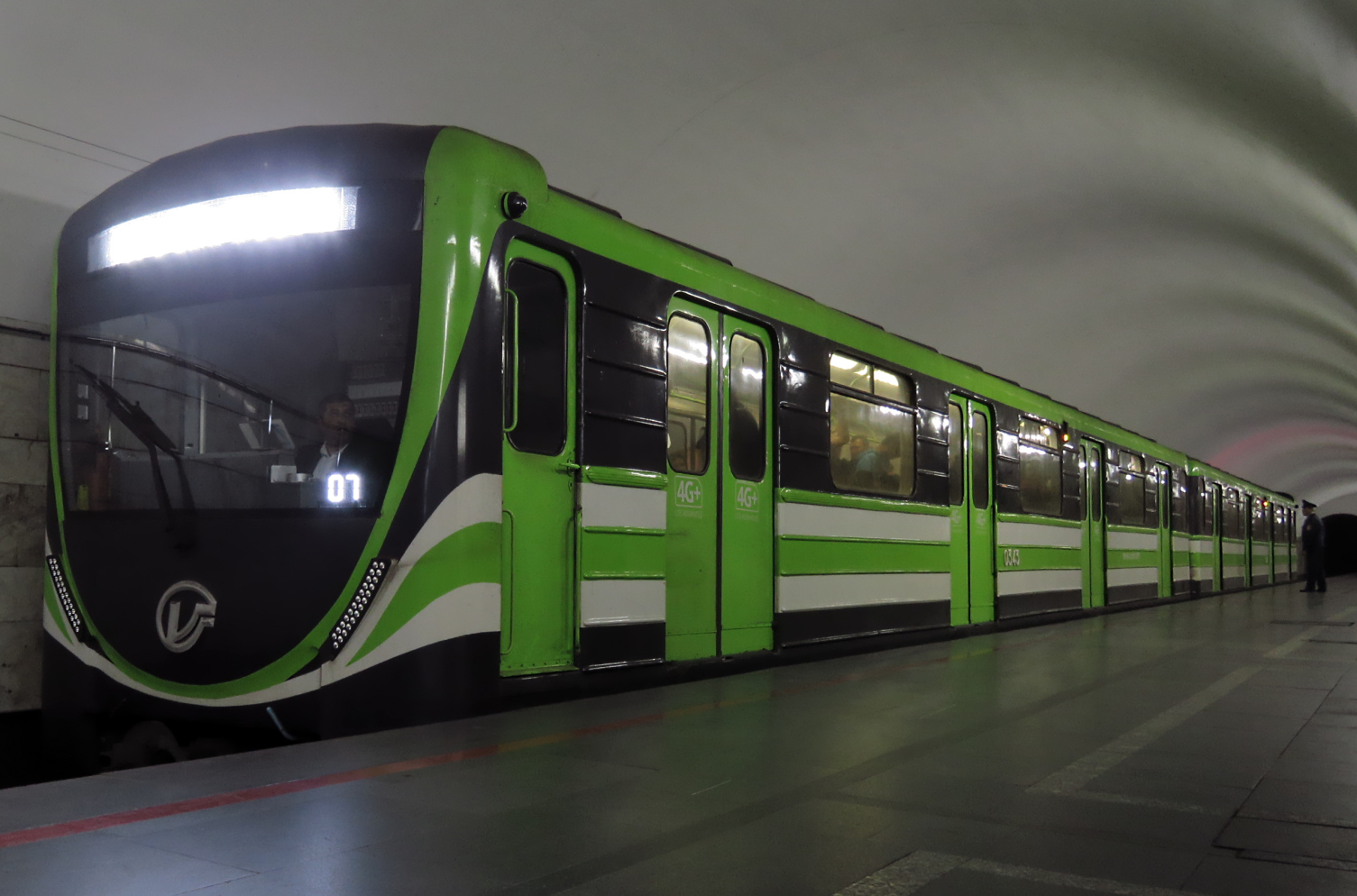
Двухвагонный состав 81-717М с U-образными кабинами в зелёной окраске на станции «Еритасардакан»[23]).
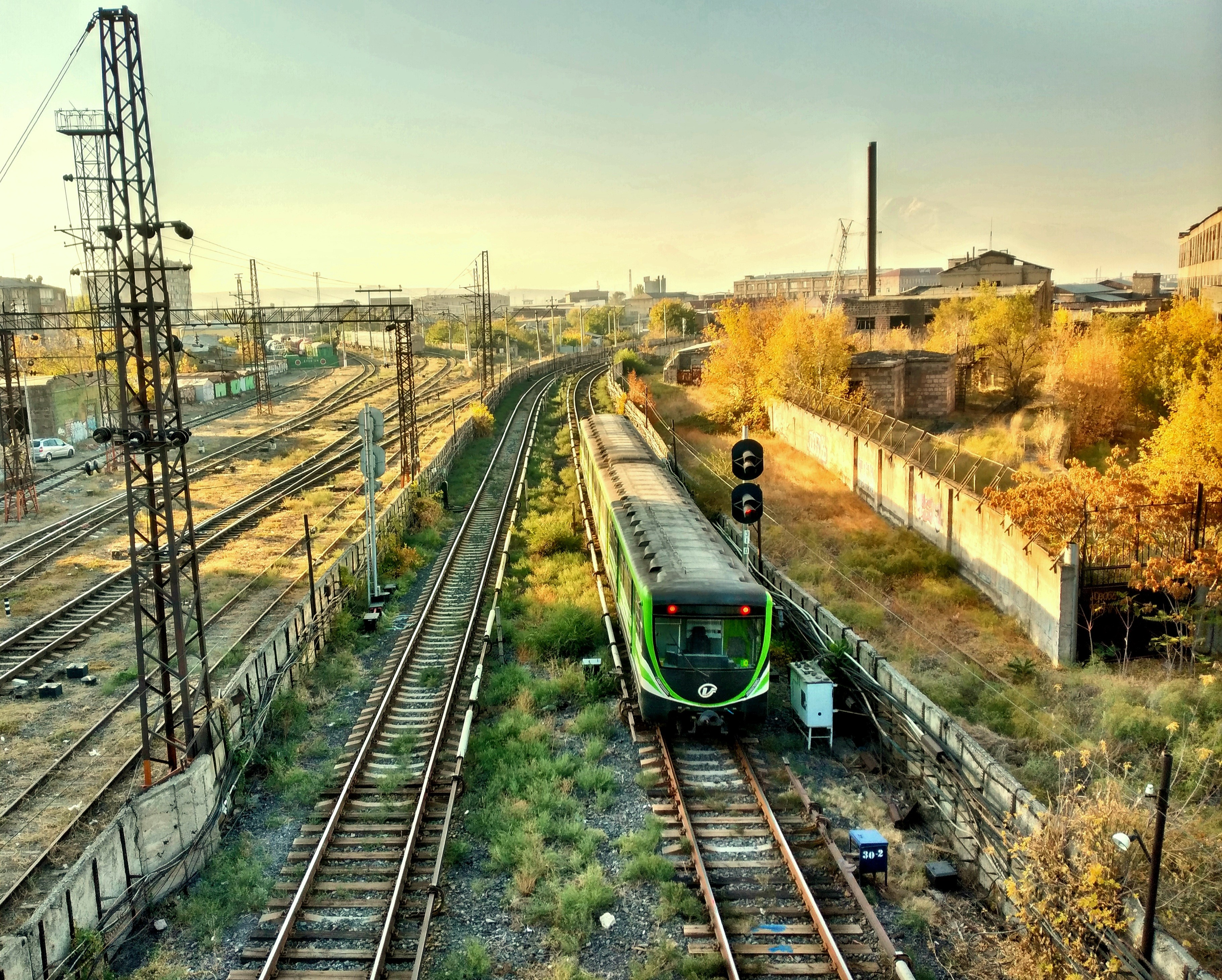
Двухвагонный состав 81-717М с U-образными кабинами в зелёной окраске на линии
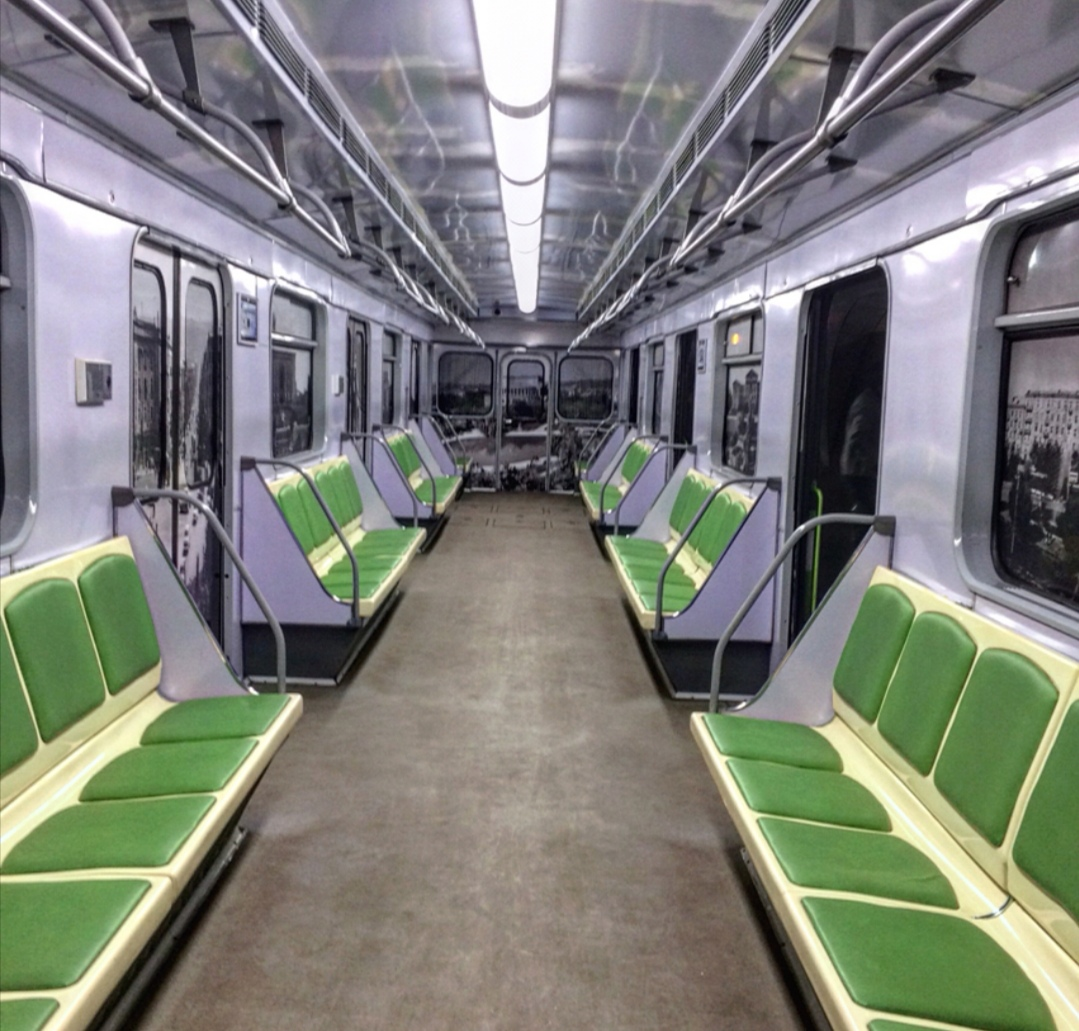
Интерьер вагона с U-образной кабиной. Сиденья имеют раздельные спинки и сидушки, поручни и воздухозаборники не модифицированы, светильники полуцилиндрические

#### Двухкабинные вагоны

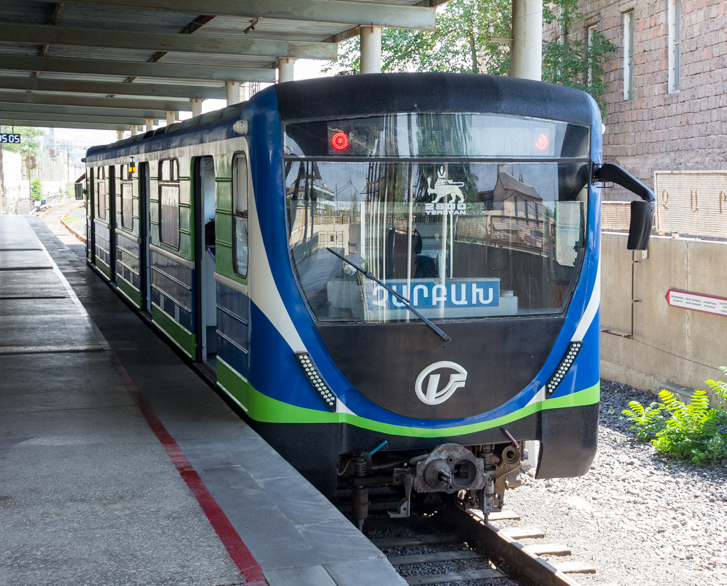
Вагон 81-717М на станции «Чарбах» челночного ответвления в Ереванском метрополитене, являющийся неординарным случаем эксплуатации одиночной двухкабинной электромотрисы в метро с пассажирами

В конце 2017 года в депо Шенгавит ещё два вагона 81-717 № 0112—8783 были модернизированы в одиночные двухкабинные электромотрисы, которые предназначались специально для эксплуатации на челночном ответвлении «Чарбах» — «Шенгавит» и были запущены на нём в эксплуатацию со 2 января 2018 года. Ранее на данном ответвлении эксплуатировались обычные двухвагонные составы, поскольку пассажирские вагоны метро с двухкабинной конфигурацией в СССР и России никогда не выпускались для пассажирской эксплуатации. Однако в связи с крайне низким пассажиропотоком на данном ответвлении было решено использовать одиночные двухкабинные вагоны, появление которых стало возможным благодаря проведению модернизации. Запуск одиночных электромотрис и снижение составности поездов до одного вагона стал всемирно беспрецедентным случаем в мировой истории эксплуатации пассажирских вагонов без учёта метротрамваев.

Эти вагоны получили аналогичные кабины с U-образным профилем и зелёно-синюю окраску с белыми полосами над и под окнами. Вместо зеркал у вагонов на боковинах маски также были установлены бортовые видеокамеры, однако впоследствии зеркала были дополнены по левому борту каждой кабины. Пассажирский салон, получил диваны со сплошной обивкой чёрно-синего цвета и двери синего, при этом за счёт установки второй кабины число сидячих мест сократилось до 36, как и общая вместимость салона. Как и у двухвагонных ереванских составов, поручни и решётки воздухозаборников в салоне также не претерпели изменений, были установлены светильники полуцилиндрической формы.

#### Состав с новой прямой кабиной
В 2021 году был модернизирован трёхвагонный состав № 8785—8032—8786, который получил новую прямую форму лобовой части, близкую к оригинальной пражской, но с применением утопленных в корпус светодиодных фар с маленькими лампами и затемнённым низом лобового стекла. Этот поезд получил синюю окраску с белыми полосами над окнами по бокам и снизу и сбоку на лобовой части и голубыми треугольниками на дверях снаружи, чёрной крышей и маской, а изнутри — молочно-белый салон с тёмно-синими диванами, синими дверями и оригинальными поручнями и воздухозаборниками, как и у одиночных двухкабинных вагонов, но с использованием новых выпуклых светильников в салоне. В отличие от предыдущих модернизированных составов, на нём осталась старая система управления и пульт от оригинального вагона 81-717 и не устанавливались тиристорные регуляторы, ввиду чего поезд при разгоне и торможении не издаёт характерного звука.

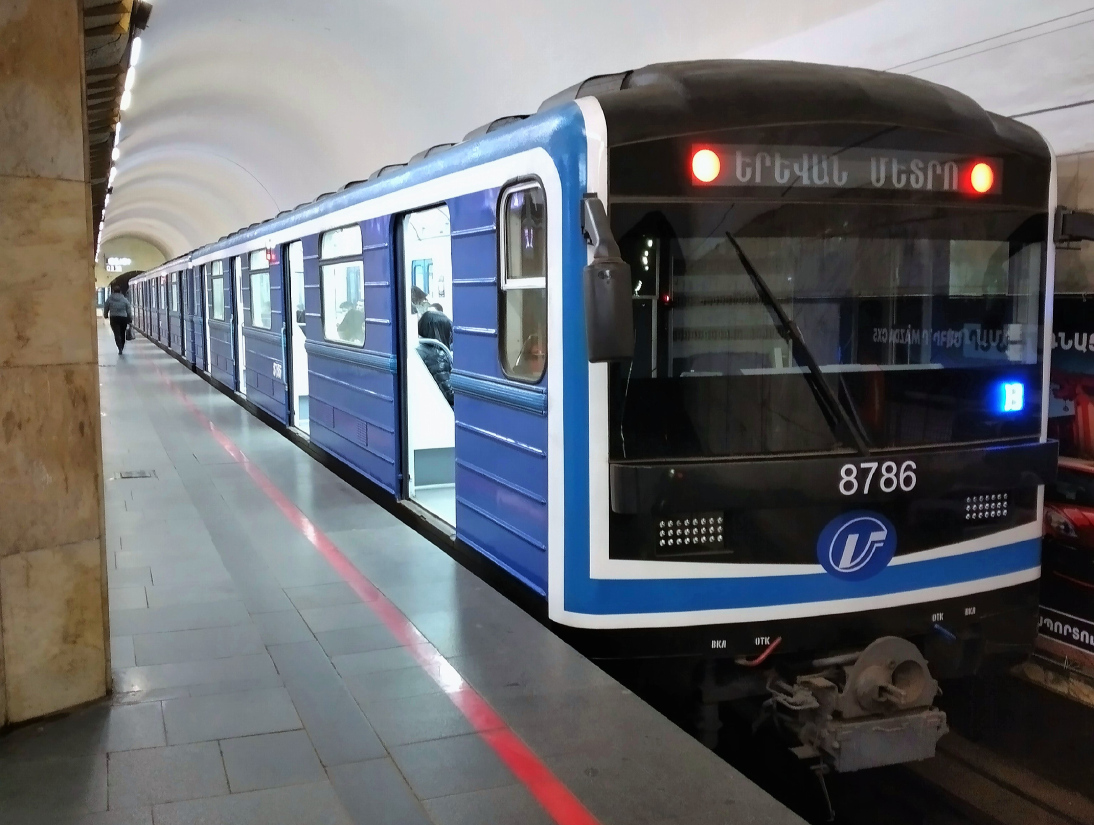
Трёхвагонный состав из вагонов 81-717М/714М с прямыми кабинами нового типа с утопленными фарами в синей окраске на станции «Дружба»
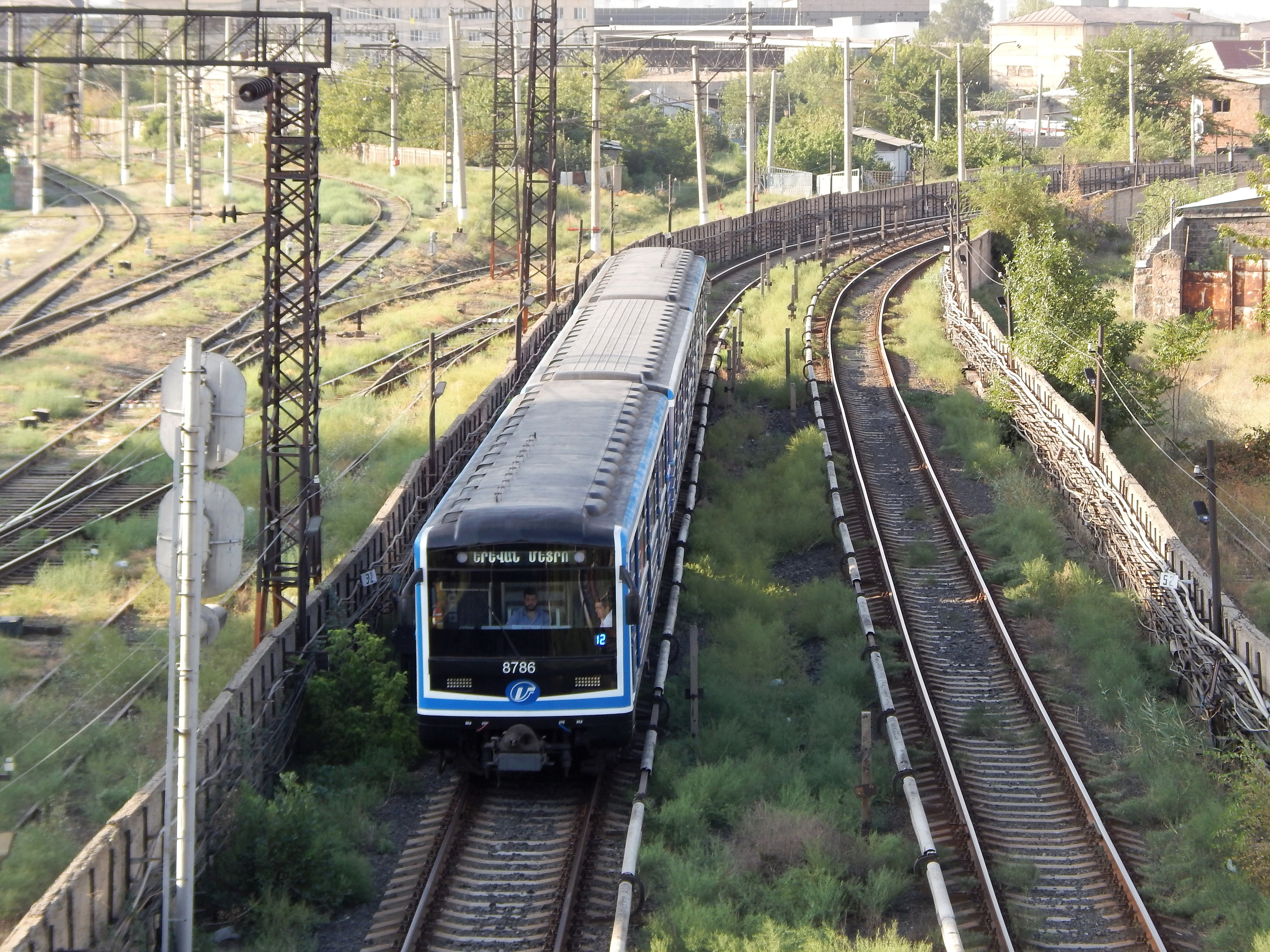
Трёхвагонный состав на линии

### Комментарии
1. ↑  Наряду с Ереванским метрополитеном, одним из примеров эксплуатации одиночных электромотрис является линия M1 в Будапеште, где с 1896 по 1973 год эксплуатировались одиночные электромотрисы Siemens (также работавшие в спарках с прицепными вагонами)[24], впоследствии заменённые трёхсекционными вагонами[25].